# 六四文化传播协会
六四文化协会是一个由当年六四运动的学生领袖和中国民主人士组成的国际性组织。目的是传播“六四文化”，壮大中国民主力量，推翻中国共产党的统治，在中国实行民主政治，因而在国内遭受中国政府的严厉打击。
该组织曾协助过师涛、王小宁对雅虎的人权起诉案，组织成员蒋品超曾就网络封锁言论自由事件与Google交涉。
从2006年起，该组织出版的有关六四事件的著作《六四诗集》、有关中国维权历史的著作《维权诗集》分别经中国政府指令从中央到地方在全国范围内展开大规模查缴。其中，2007年11月留美学生吴强携带《六四诗集》回国，遭到中国公安人员逮捕，而《维权诗集》荣誉主编郭飞雄、顾问胡佳、编辑委员杜导斌在2008年北京奥运会前夕相继被中国政府判刑或重新送入监狱。